# 살만 빈 압둘아지즈 알사우드
살만 빈 압둘아지즈 알사우드(아랍어: سلمان بن عبدالعزيز آل سعود, 문화어: 쌀만 빈 아브둘 아지즈, 1935년 12월 31일~)는 제7대 사우디아라비아의 국왕(재위: 2015년 1월 23일~)이다.
초대 사우디아라비아 국왕 이븐 사우드의 25번째 아들이다. 1963년부터 2011년까지 48년 동안 리야드주 주지사로 재직하다가 국방장관으로 임명되었고, 다음 해인 2012년에는 형에 의해 왕세제에 책봉되었다. 이복형인 압둘라 빈 압둘아지즈 알사우드 국왕이 2015년 1월 23일 사망에 따라 사우디아라비아의 새로운 국왕으로 추대되었다.

## 같이 보기
- 무함마드 빈 살만 알사우드(빈 살만, 왕세자)